# 유록 (조대후)
유록(劉祿, ? ~ ?)은 전한 중기의 제후로, 조경숙왕의 손자이다.

## 행적
원정 3년(기원전 114년), 아버지 유의의 뒤를 이어 조후(朝侯)에 봉해졌다.
시호를 대(戴)라 하였고, 작위는 아들 유고성이 이었다.

## 출전
- 사마천, 《사기》 권21 건원이래왕자후자연표
- 반고, 《한서》 권15상 왕자후표 上

| 선대 아버지 조절후 유의 | 전한의 조후 기원전 114년 ~ ? | 후대 아들 유고성 |